# Gürdere
Gürdere (kurdisch Civyan) ist ein Dorf im Landkreis Yüksekova der türkischen Provinz Hakkâri. Gürdere liegt in Ostanatolien auf 1920 m über dem Meeresspiegel, ca. 12 km südwestlich von Yüksekova.
Gürdere bedeutet Üppiger Bach.  Der Name Civyan ist beim Katasteramt registriert.
2009 hatte die Ortschaft 418 Einwohner. Gürdere verfügt über eine Grundschule und eine Moschee. 
2006 wurde Gürdere wegen verschiedener Milzbrandfälle im Viehbestand unter Quarantäne gestellt. Zwischen 2007 und 2010 wurden in Dorfnähe insgesamt vier Leichen gefunden. 2010 wurde eine handgefertigte Mine der PKK in der Umgebung unschädlich gemacht.